# 泰皮庫丘山
16°5′13″S 68°25′8″W / 16.08694°S 68.41889°W
泰皮庫丘山（Taypi K'uchu），是玻利維亞的山峰，位於該國西部拉巴斯省的洛斯安地斯省，處於哈查霍科山和奇亞爾蒂希山西南面、科爾克查塔山西北面，屬於安第斯山脈中玻利維亞瑞阿爾山脈的一部分，海拔高度4,928米。